# Lukas Märtens
Lukas Märtens (Magdeburgo, 27 de diciembre de 2001) es un deportista alemán que compite en natación, especialista en el estilo libre.
Participó en dos Juegos Olímpicos de Verano, obteniendo una medalla de oro en París 2024, en la prueba de 400 m libre, y el séptimo lugar en Tokio 2020 en la prueba de 4 × 200 m libre.
Ganó cinco medallas en el Campeonato Mundial de Natación entre los años 2022 y 2025, y dos medallas en el Campeonato Europeo de Natación de 2022.
En abril de 2025 estableció una nueva plusmarca mundial de los 400 m libre en piscina larga (3:39,96).

## Palmarés internacional
| Juegos Olímpicos   | Juegos Olímpicos    | Juegos Olímpicos  | Juegos Olímpicos |
| Año                | Lugar               | Medalla           | Prueba           |
| ------------------ | ------------------- | ----------------- | ---------------- |
| 2024               | París (Francia)     | Medalla de oro    | 400 m libre      |
| Campeonato Mundial |                     |                   |                  |
| Año                | Lugar               | Medalla           | Prueba           |
| 2022               | Budapest (Hungría)  | Medalla de plata  | 400 m libre      |
| 2023               | Fukuoka (Japón)     | Medalla de bronce | 400 m libre      |
| 2024               | Doha (Catar)        | Medalla de bronce | 400 m libre      |
| 2025               | Singapur (Singapur) | Medalla de oro    | 400 m libre      |
| 2025               | Singapur (Singapur) | Medalla de bronce | 800 m libre      |
| Campeonato Europeo |                     |                   |                  |
| Año                | Lugar               | Medalla           | Prueba           |
| 2022               | Roma (Italia)       | Medalla de oro    | 400 m libre      |
| 2022               | Roma (Italia)       | Medalla de plata  | 800 m libre      |